# Eduard Reyes
Eduard Enrique Reyes Güiza (Tegucigalpa, Francisco Morazán, Honduras; 30 de agosto de 1997) es un futbolista hondureño. Juega de lateral izquierdo y su equipo actual es el Lobos UPNFM de la Liga Nacional de Honduras.

## Clubes
| Club        | País     | Año             |
| ----------- | -------- | --------------- |
| Lobos UPNFM | Honduras | 2015 - Presente |

## Estadísticas
| Club                 | Temporada     | Liga  | Liga  | Copa Nacional | Copa Nacional | Copa Internacional | Copa Internacional | Total | Total |
| Club                 | Temporada     | Part. | Goles | Part.         | Goles         | Part.              | Goles              | Part. | Goles |
| -------------------- | ------------- | ----- | ----- | ------------- | ------------- | ------------------ | ------------------ | ----- | ----- |
| Lobos UPNFM Honduras | 2017/18       | 21    | 0     | -             | -             | -                  | -                  | 21    | 0     |
| Lobos UPNFM Honduras | 2018/19       | 0     | 0     | -             | -             | -                  | -                  | 0     | 0     |
| Lobos UPNFM Honduras | Total         | 21    | 0     | 0             | 0             | 0                  | 0                  | 21    | 0     |
| Total carrera        | Total carrera | 21    | 0     | 0             | 0             | 0                  | 0                  | 21    | 0     |

## Palmarés

### Campeonatos nacionales
| Título               | Club        | País     | Año  |
| -------------------- | ----------- | -------- | ---- |
| Torneo Clausura (2ª) | Lobos UPNFM | Honduras | 2017 |